# Форкель, Иоганн Николаус
Иоганн Николаус Форкель (нем. Johann Nikolaus Forkel; 22 февраля 1749, Медер — 20 марта 1818, Гёттинген) — немецкий композитор и музыковед

.

## Биография
Иоганн Николаус Форкель родился 22 февраля 1749 года в Медере в семье сапожника; учился музыке у местного кантора, но в целом остался самоучкой.
В отрочестве был хористом в Люнебурге, затем некоторое время изучал право в Гёттингенском университете и в дальнейшем на протяжении всей жизни остался связан с ним, исполняя обязанности органиста, преподавателя фортепиано и теории музыки, а затем и музикдиректора; в 1787 году университет присвоил ему докторскую степень honoris causa. Среди его учеников был, в частности, Иоахим Николас Эггерт и Христоф Август Габлер.
Основополагающими для научной истории музыки являются труды Форкеля «О теории музыки» (нем. Über die Theorie der Musik; 1777) и «Всеобщая история музыки» (нем. Allgemeine Geschichte der Musik; 1788). Форкель написал также первую биографию Иоганна Себастьяна Баха (1802), ценность которой тем более велика, что в ходе работы над этим трудом Форкель переписывался с сыновьями Баха Вильгельмом Фридеманом и Карлом Филиппом Эммануэлем.